# 540-ві
Раннє Середньовіччя. Розпочалася чума Юстиніана. У Східній Римській імперії правив Юстиніан I. Візантія вела війну з Остготським королівством за Апеннінський півострів та персами. Франкське королівство розділене на частини між синами Хлодвіга.  Іберію  займає Вестготське королівство, у Тисо-Дунайській низовині лежить Королівство гепідів.  В Англії розпочався період гептархії. 
У Китаї період Північних та Південних династій. На півдні править династія Лян, на півночі —  Західна Вей, а Східну Вей змінила Північна Ці.  В Японії триває період Ямато. У Персії правила династія Сассанідів. 
На території лісостепової України в VI столітті виділяють пеньківську й празьку археологічні культури. VI століття стало початком швидкого розселення слов'ян. У Північному Причорномор'ї співіснують різні кочові племена, зокрема гуни, сармати, булгари, алани, авари.

## Події
- Розпочалася бубонна чума, яка отримала назву юстиніанової. Перші випадки були зареєстровані в єгипетському порту Пелузій. Звідти вона потрапила в Александрію, наступного року в Константинополь, а надалі охопила Близький Схід, Північну Африку й  Європу. Пандемія тривала 200 років.
- Упродовж усього десятиліття Східна Римська імперія вела війну на два фронти з остготами в Італії та з Персією у Вірменії й Лазіці. Крім того їй доводилося боротися проти маврів у Північній Африці. В Італії, попри перші успіхи візантійців, остоготи відвоювали Рим і повернули собі майже всі території.
- Поступово набирають силу лангобарди.
- В одній із держав північного Китаю відбулася зміна династій. Східна Вей змінилася на Північну Ці.
- Поступово імперія Гуптів розпалася на дрібні володіння і припинила існування.
- Уйгури потрапили під владу ефталітів.